# شركة الاستثمار الخاص الخارجي

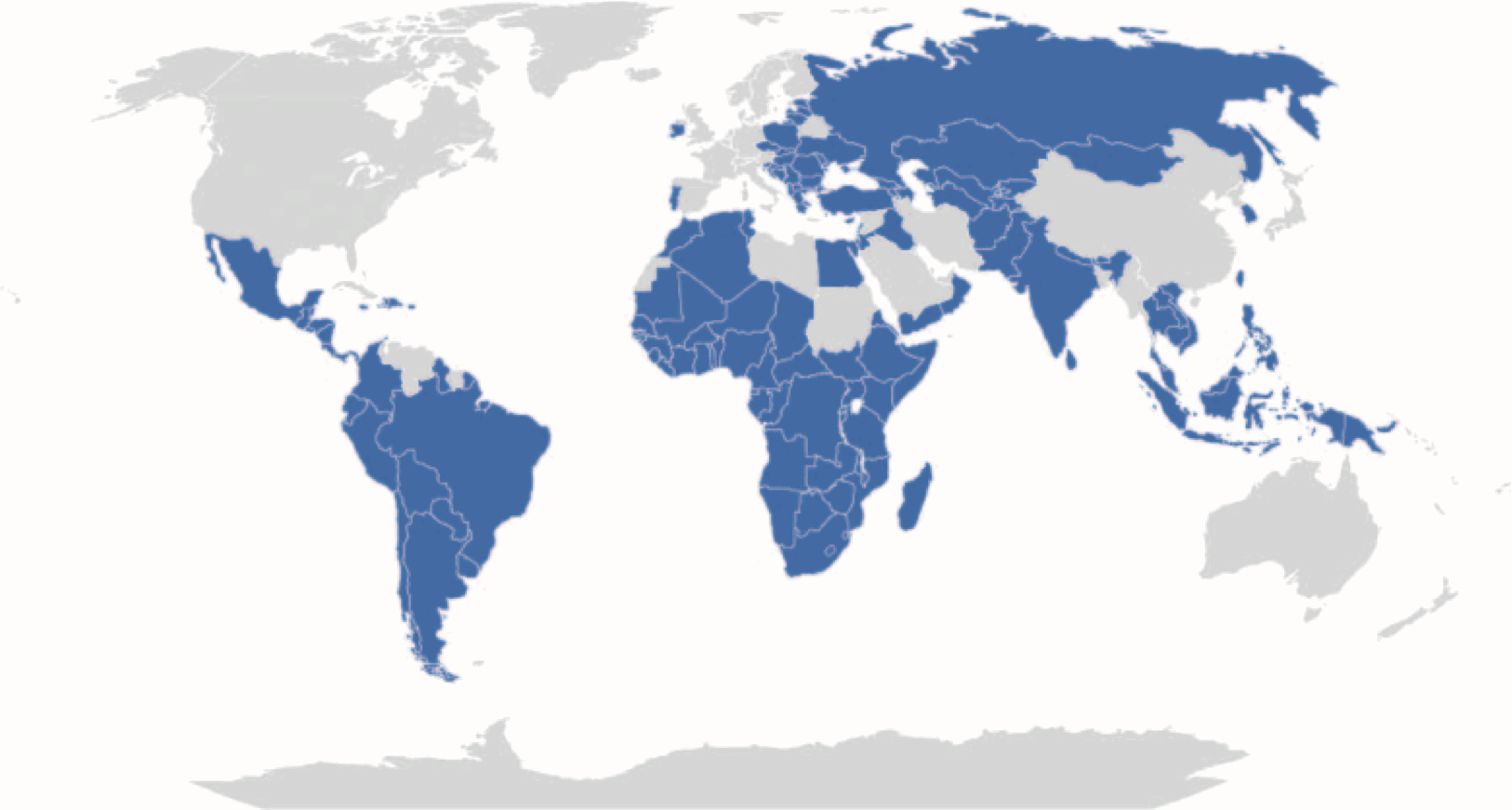
يعرض هذا الرسم 160 دولة حول العالم تعمل فيها مؤسسة الاستثمارات الخاصة الخارجية الأمريكية (OPIC) لدعم الاستثمارات الأمريكية. (أغسطس 2014)

مؤسسة الاستثمار الخاص لما وراء البحار ( OPIC ) هي مؤسسة تمويل التنمية التابعة لحكومة الولايات المتحدة حتى اندمجت مع هيئة ائتمان التنمية (DCA) التابعة للوكالة الأمريكية للتنمية الدولية لتشكيل المؤسسة الأمريكية لتمويل التنمية الدولية . حشدت رأس المال الخاص للمساعدة في حل تحديات التنمية الحرجة، وفي القيام بذلك، قامت بتطوير السياسة الخارجية للولايات المتحدة وأهداف الأمن القومي.
من خلال العمل مع القطاع الخاص الأمريكي، ساعدت الشركات الأمريكية على كسب موطئ قدم في الأسواق الناشئة، وحفز الإيرادات والوظائف وفرص النمو في الداخل والخارج. لقد حققت مهمتها من خلال تزويد المستثمرين بالتمويل والتأمين ضد المخاطر السياسية ودعم صناديق الاستثمار في الأسهم الخاصة، عندما يتعذر الحصول على تمويل تجاري في مكان آخر. تأسست باعتبارها وكالة تابعة لحكومة الولايات المتحدة في عام 1971 ، وتعمل على أساس الاكتفاء الذاتي دون أي تكلفة صافية لدافعي الضرائب الأميركيين.
تلتزم جميع مشاريعها بالمعايير البيئية والاجتماعية العالية وحقوق الإنسان المحترمة، بما في ذلك حقوق العمال. من خلال فرض معايير عالية، تهدف إلى رفع مستوى الصناعة والمعايير الإقليمية في البلدان التي تمول فيها المشروعات. كانت خدماتها متاحة لمؤسسات الأعمال الجديدة والمتوسعة في أكثر من 160 دولة حول العالم. 

## روابط خارجية
- الموقع الرسمي نسخة محفوظة 25 فبراير 2015 على موقع واي باك مشين.
- شركة الاستثمار الخاص في الخارج في السجل الفيدرالي
- التشريعات الناظمة حتى عام 2005